# فرودگاه نیوبرونسویک (چیمپسون)
فرودگاه نیوبرونسویک (چیمپسون) (به انگلیسی: Chipman Airport (New Brunswick)) یک فرودگاه خصوصی است که یک باند فرود آسفالت دارد و طول باند آن ۱۲۲۶ متر است. این فرودگاه در کشور کانادا قرار دارد و در ارتفاع ۲۰ متری از سطح دریا واقع شده‌است.